# アマカノ
『アマカノ』は、あざらしそふとより発売されたアダルトゲームのシリーズである。
萌えゲーアワード2014にて金賞・エロス系作品賞PINKを受賞した。

## リリース
2014年12月19日には第1作である『アマカノ』が発売された。
2016年10月28日にはE-moteを導入しアペンドデータを完備した『アマカノ〜Perfect Edition〜』が発売。同年12月22日には本作の後日談を描いた『アマカノ+』が発売された。続編として今作の1年後の設定の『アマカノ〜Second Season〜』、時系列は不明だが過去2作で先出していた場所に舞台を移した『アマカノ2』がある。さらに、2023年には『アマカノ2』の続編である『アマカノ2+』が発売された。
家庭用ゲーム機への移植版として2022年11月24日にNintendo Switch版が発売された。

## あらすじ
雪国へ引っ越した主人公がヒロインたちと出会い、織り成す純愛学園物語。

## 登場人物

### アマカノ
須賀川 勇希（すかがわ ゆうき）
声 - 霜月刹那（OVA版上林聖編、星川こはる編） / 藤四朗（OVA版高社紗雪編、特別編）
主人公。
腰をやった祖父母の雪かきの手伝いにやってきた時期外れの転校生。
デフォルトネームであり変更可能だがSecond Season以降と違い名前は呼ばれない。
高社 紗雪（たかやしろ さゆき）
声 - 木村あやか
主人公の同級生。
上林 聖（かんばやし みずき）
声 - 真中海
主人公の同居人。
星川 こはる（ほしかわ こはる）
声 - 秋野花
主人公の後輩。

### アマカノ〜Second Season〜
志賀 浩輔（しが こうすけ）
主人公。
一ノ瀬 穂波（いちのせ ほなみ）
声 - 波奈束風景
主人公の後輩。
沓野 奏（くつの かなで）
声 - 桃山いおん
主人公の同居人。
高社 雪静（たかやしろ ゆずか）
声 - 松田理沙
主人公の同級生。図書委員。
硯川・e・涙香（すずりかわ・ゆーふらじー・るいか）
声 - 一色ヒカル
主人公の先輩。学生会長。

### アマカノ2
和倉 賢一（わくら けんいち）
主人公。
黒姫 結灯（くろひめ ゆうひ）
声 - 明羽杏子
主人公の同級生。
『アマカノ2+』では自己評価は高くなりつつある。
蔦町 ちとせ（つたまち ちとせ）
声 - 歩サラ
主人公の幼馴染。
『アマカノ2+』では大学に進学しているほか、性に対する考え方も変化している。
氷見山 玲（ひみやま れい）
声 - 神代岬
主人公の従妹。『アマカノ2+』では他者への関心を示すようになった。

### アマカノ2+
咲來（さら）
声 - 游木凛々
主人公の後輩（新入生）。自分をわき役とみていると同時に、面倒くささも感じている。
なお、咲來ルートでは主人公の家に居候しているが、それ以外ではちとせの家に居候している。

## スタッフ
- 原画 - ピロ水
- SD原画 - 茜屋
- シナリオ - 龍岳来
- デザイナー - cao.
- 背景 - chiki-co
- ディレクター - あおきゅん
- 音楽 - sawamurah、Peak A Soul+

## 主題歌
アマカノ
- オープニングテーマ「snow crystal」
  - 作曲・編曲 - ANZIE / 歌・作詞 - Duca
- エンディングテーマ「Only my love」
  - 作曲・編曲 - 斎藤悠弥 / 歌・作詞 - 大島はるな

アマカノ〜Second Season〜
- オープニングテーマ「雪の街 キミと」
  - 作曲・編曲 - ANZIE / 歌・作詞 - Duca
- エンディングテーマ「2人のシンフォニー」
  - 作曲 - 斎藤悠弥 / 編曲 - 津田直士、斎藤悠弥 / 歌・作詞 - 大島はるな
- 挿入歌「snow crystal 〜Acoustic Arrange〜」
  - 作曲 - ANZIE / 編曲 - 嘉多山信 / 歌・作詞 - Duca

アマカノ+
- オープニングテーマ「あいのうた」
  - 作曲・編曲 - ANZIE / 歌・作詞 - Duca
- エンディングテーマ「幸福のドレス」
  - 作曲・編曲 - 斎藤悠弥 / 歌・作詞 - 大島はるな

アマカノ〜Second Season〜+
- オープニングテーマ「深愛」
  - 作曲・編曲 - ANZIE / 歌・作詞 - Duca
- エンディングテーマ「ふたり色」
  - 作曲・編曲 - 斎藤悠弥 / 歌・作詞 - 大島はるな
- 挿入歌「雪の街 キミと 〜Acoustic Arrange〜」
  - 作曲・編曲 - ANZIE / 歌・作詞 - Duca

アマカノ2
- オープニングテーマ「ずっとそばで…」
  - 作曲・編曲 - ANZIE / 歌・作詞 - Duca
- エンディングテーマ「宝物」
  - 作曲・編曲 - 斎藤悠弥 / 歌・作詞 - 大島はるな
- 挿入歌「coincidence」
  - 作曲・編曲 - ANZIE / 歌・作詞 - Duca
- 挿入歌「5センチ～Duca ver.～」
  - 作曲・編曲 - ANZIE / 歌・作詞 - Duca

## 関連商品
CD
サウンドトラック
- アマカノ オリジナルサウンドトラック（2015年4月24日発売、AZAREC-001、あざらしそふと）

| #         | タイトル                         | 作詞      | 作曲             | 時間 |
| --------- | -------------------------------- | --------- | ---------------- | ---- |
| 1.        | 「snow crystal」(歌：Duca)       |           | ANZIE            | 4:07 |
| 2.        | 「snow crystal -off vocal-」     |           | ANZIE            | 4:07 |
| 3.        | 「深雪の巫女姫」                 |           | sawamurah        | 1:47 |
| 4.        | 「お茶目な先輩」                 |           | sawamurah        | 2:52 |
| 5.        | 「こはるびより」                 |           | sawamurah        | 2:03 |
| 6.        | 「雪国の晴れ間」                 |           | chokix           | 4:04 |
| 7.        | 「暮雪に肩寄せて」               |           | sawamurah        | 2:17 |
| 8.        | 「こたつに入ろう」               |           | sawamurah        | 2:03 |
| 9.        | 「想い、ひとつに」               |           | sawamurah        | 2:43 |
| 10.       | 「ふれあうココロ」               |           | sawamurah        | 2:36 |
| 11.       | 「あたたかな雪」                 |           | chokix           | 5:08 |
| 12.       | 「凍てつくぬくもり」             |           | sawamurah        | 2:41 |
| 13.       | 「寒夜」                         |           | sawamurah        | 2:10 |
| 14.       | 「吹雪」                         |           | sawamurah        | 2:56 |
| 15.       | 「雪どけはすぐそこに」           |           | sawamurah        | 3:31 |
| 16.       | 「はじまり」                     |           | chokix           | 3:43 |
| 17.       | 「snow crystal -orgel-」         |           | sawamurah、ANZIE | 1:49 |
| 18.       | 「Only my love」(歌：大島はるな) |           | 斎藤悠弥         | 5:17 |
| 19.       | 「Only my love -off vocal-」     |           | 斎藤悠弥         | 5:15 |
| 合計時間: | 合計時間:                        | 合計時間: | 61:09            |      |
- アマカノ〜Second Season〜 オリジナルサウンドトラック（2015年12月25日発売、AZAREC-002、あざらしそふと）

| #         | タイトル                                          | 作詞      | 作曲      | 時間 |
| --------- | ------------------------------------------------- | --------- | --------- | ---- |
| 1.        | 「雪の街 キミと」(歌：Duca)                       |           | ANZIE     | 5:26 |
| 2.        | 「雪の街 キミと (off vocal)」                     |           | ANZIE     | 5:26 |
| 3.        | 「雪の街 キミと (instrumental)」                  |           | ANZIE     | 5:26 |
| 4.        | 「純情ノラ猫カノジョ」                            |           | sawamurah | 1:31 |
| 5.        | 「その後輩、小悪魔につき」                        |           | sawamurah | 3:15 |
| 6.        | 「図書館の座敷童」                                |           | sawamurah | 2:04 |
| 7.        | 「ほわっつあっぷ?」                               |           | sawamurah | 1:54 |
| 8.        | 「のんびり雪国」                                  |           | sawamurah | 1:50 |
| 9.        | 「Nice Skiing Weather」                           |           | sawamurah | 1:55 |
| 10.       | 「SNOW FESTIVAL!!」                               |           | sawamurah | 2:18 |
| 11.       | 「溶け合うほどに」                                |           | sawamurah | 2:48 |
| 12.       | 「雪の街 キミと (orgel)」                         |           | ANZIE     | 3:58 |
| 13.       | 「snow crystal 〜Acoustic Arrange〜」             |           | ANZIE     | 4:11 |
| 14.       | 「snow crystal 〜Acoustic Arrange〜 (off vocal)」 |           | ANZIE     | 4:11 |
| 15.       | 「2人のシンフォニー」(歌：大島はるな)             |           | 斎藤悠弥  | 3:12 |
| 16.       | 「2人のシンフォニー (off vocal)」                 |           | 斎藤悠弥  | 3:12 |
| 17.       | 「2人のシンフォニー (instrumental)」              |           | 斎藤悠弥  | 3:12 |
| 合計時間: | 合計時間:                                         | 合計時間: | 55:49     |      |
- アマカノ+ オリジナルサウンドトラック（2017年6月30日発売、AZAREC-004、あざらしそふと）
- アマカノ～Second Season～+ オリジナルサウンドトラック（2017年12月22日発売、AZAREC-005、あざらしそふと）
- アマカノ2 オリジナルサウンドトラック（2020年4月24日発売、AZAREC-012、あざらしそふと）

キャラクターソング
- アマカノ キャラクターソング Vol.1 高社紗雪（2019年8月30日発売、AZAREC-008、あざらしそふと）
- アマカノ キャラクターソング Vol.2 上林聖（2019年8月30日発売、AZAREC-009、あざらしそふと）
- アマカノ キャラクターソング Vol.3 星川こはる（2019年8月30日発売、AZAREC-010、あざらしそふと）
- アマカノ キャラクターソング Vol.4 一ノ瀬穂波（2020年8月28日発売、AZAREC-013、あざらしそふと）
- アマカノ キャラクターソング Vol.5 沓野奏（2020年8月28日発売、AZAREC-014、あざらしそふと）
- アマカノ キャラクターソング Vol.6 高社雪静（2020年8月28日発売、AZAREC-015、あざらしそふと）
- アマカノ キャラクターソング Vol.7 硯川・ｅ・涙香（2020年8月28日発売、AZAREC-016、あざらしそふと）
- アマカノ キャラクターソング Vol.8 黒姫結灯（2022年3月25日発売、AZAREC-020、あざらしそふと）
- アマカノ キャラクターソング Vol.9 氷見山玲（2022年3月25日発売、AZAREC-021、あざらしそふと）
- アマカノ キャラクターソング Vol.10 蔦町ちとせ（2022年3月25日発売、AZAREC-022、あざらしそふと）

DVD
全4巻、18禁。
- アマカノ 上林聖編（2016年2月5日発売、MJAD-147、メリー・ジェーン）
- アマカノ 星川こはる編（2016年3月4日発売、MJAD-149、メリー・ジェーン）
- アマカノ 高社紗雪編（2016年11月18日発売、MJAD-163、メリー・ジェーン）
- アマカノ 特別編（2017年1月6日発売、MJAD-173、メリー・ジェーン）

書籍
- アマカノ ビジュアルファンブック（2015年12月18日発売、ISBN 978-4-86084-987-0、ジーオーティー）
- アマカノ〜Second Season〜 ビジュアルファンブック（2017年2月28日発売、ISBN 978-4-8148-0022-3、ジーオーティー）
- アマカノ+ ビジュアルファンブック（2018年5月25日発売、ISBN 978-4-8148-0086-5、ジーオーティー）
- アマカノ〜Second Season〜+ ビジュアルファンブック（2019年7月25日発売、ISBN 978-4-8148-0195-4、ジーオーティー）
- アマカノ2 ビジュアルファンブック（2021年5月31日発売、ISBN 978-4-8236-0173-6、ジーオーティー）

## 制作

### キャスティング
星川 こはるを演じた秋野花は2024年の「BugBug」とのインタビューの中で印象に残った作品として『アマカノ』を挙げており、ヒロインが3人しかいないことや、そのうち2人が自分にとって大先輩にあたること、そして、主人公とのやり取りが濃厚だったことを理由として挙げている。
また、秋野は10年にわたりシリーズに携わるとは思ってもいなかったとしつつも、こはるが『アマカノ2+』においてサブキャラクターとして新たなヒロインたちを見守る役にまわるのは楽しいとも話している。

## 反響
2021年12月24日時点で、シリーズ累計販売本数10万本を達成。
また、こはる役の秋野花は、『アマカノ』への出演がきっかけで、こはるのような後輩役のオファーが増えたと2024年の「BugBug」とのインタビューの中で話している。